# Vicious Lies and Dangerous Rumors
Vicious Lies and Dangerous Rumors è il secondo album discografico da solista del rapper statunitense Big Boi (OutKast), pubblicato nel 2012.

## Tracce
1. Ascending – 1:09
2. The Thickets (feat. Sleepy Brown) – 2:48
3. Apple of My Eye – 3:44
4. Objectum Sexuality (feat. Phantogram) – 4:49
5. In the A (feat. T.I. & Ludacris) – 5:20
6. She Hates Me (feat. Kid Cudi) – 3:50
7. CPU (feat. Phantogram) – 4:12
8. Thom Pettie (feat. Little Dragon & Killer Mike) – 3:25
9. Mama Told Me (feat. Kelly Rowland) – 3:10
10. Lines (feat. ASAP Rocky & Phantogram) – 3:24
11. Shoes for Running (feat. B.o.B & Wavves) – 3:50
12. Raspberries (feat. Mouche & Scar) – 3:41
13. Tremendous Damage (feat. Bosko) – 5:21
14. Descending (feat. Little Dragon) – 5:50